# Септемврийче
Димитровская пионерская организация «Септемврийче» (болг. Димитровска пионерска организация „Септемврийче“, буквально «сентябрёнок», мн.ч. «сентябрята») — детская политическая организация в Народной Республике Болгарии, существовавшая при Димитровском коммунистическом молодёжном союзе (ДКМС). Названа в честь Георгия Димитрова (1882—1949), деятеля болгарского и международного коммунистического движения, а также в честь даты коммунистического переворота в Болгарии 9 сентября 1944 года.

## История
Пионерская организация в Болгарии была основана в сентябре 1944 года, по примеру советской Всесоюзной пионерской организации имени В. И. Ленина.
Создавалась по учебно-территориальному признаку и имела следующую структуру: центральные, окружные, городские, районные и общинные организации; дружины, отряды со звеньями, четами «Чавдарче» с десятками.
Её членами становились дети в возрасте от 9 до 14 лет. В 1967 году количество членов пионерской организации «Септемврийче» составляло около 700 000 человек.
Дети в возрасте до 9 лет, также имели свою собственную организацию — «Чавдарче» (в советской литературе — «чавдарчата», аналог октябрят СССР). Внешнее отличие между ними было в цвете галстуков — красный у пионеров и сине-голубой у чавдарчат.
После достижения возраста 14 лет пионеры вступали в ДКМС.
При вступлении в ряды пионерской организации «Септемврийче» приносилась торжественная клятва:

Я, димитровский пионер, торжественно обещаю перед своими товарищами и своим героическим народом всегда бороться за дело Болгарской коммунистической партии, за победу коммунизма. Буду верен заветам Георгия Димитрова, и исполнять законы димитровского пионера. Обещаю быть достойным гражданином моего дорогого отечества — Народной Республики Болгарии.
Оригинальный текст (болг.)Аз, димитровският пионер, тържествено обещавам пред другарите си и своя героичен народ да се боря всеотдайно за делото на Българската комунистическа партия, за победата на комунизма. Да бъда верен на заветите на Георги Димитров, да изпълнявам законите на димитровския пионер. Обещавам да бъда достоен гражданин на моето мило отечество - Народна република България.
Автор слов гимна «Пейте в светлата родина» поэт Асен Босев.
Печатные издания ЦК ДКМС и Центрального совета ДПО «Септемврийче» — журнал «Септемврийче», газеты «Дружинка», «Пламъче», на радио и телевидении выходили регулярные передвчи «Бъди готов», «Винаги готов», «Пионерия» и другие специально предназначенные пионерам. Издательство «Народна младеж» ежегодно издавало разнообразные книги для детей и юношей пионерского возраста.
Организация прекратила своё существование в 1990 году.